# Prismatocarpus crispus
Prismatocarpus crispus är en klockväxtart som beskrevs av L'hér. Prismatocarpus crispus ingår i släktet Prismatocarpus och familjen klockväxter. Inga underarter finns listade i Catalogue of Life.